# Jarabá
Jarabá je malá obec na Slovensku v okrese Brezno v Banskobystrickém kraji. Obec leží na jižních svazích Nízkých Tater. V roce 2013 zde žilo 45 obyvatel, rozloha katastrálního území činí 15,38 km².